# Lilly unter den Linden (Film)
Lilly unter den Linden ist ein deutscher Fernsehfilm von Erwin Keusch aus dem Jahr 2002. Es handelt sich um ein Familiendrama, das die Auswirkungen der politischen Verhältnisse im geteilten Deutschland auf das Leben einer 13-Jährigen und den Umgang mit den Gesetzen in der BRD und der DDR zeigt.

## Handlung
Für die 13-jährige Lilly aus Hamburg ist der Tod ihrer Mutter ein schwerer Einschnitt. Ihr Vater ist schon kurz nach ihrer Geburt gestorben und Pascal, der Lebensgefährte ihrer Mutter, ist mehr im Ausland als zu Hause. Auch schafft er es nicht zur Beerdigung. Lena, Lillys Tante und die Schwester ihrer Mutter, kann daran aber teilnehmen, obwohl sie dafür aus Jena anreisen muss. Obwohl sie ihre Tante das erste Mal und auch nur kurz sieht, würde sie gerne bei ihr bleiben. Doch Lena muss zurück in die DDR reisen, da sie nur für wenige Tage, für die Teilnahme an der Beerdigung, ein Visum erhalten hat, und Lilly kann nicht einfach mit, auch wenn Lenas Familie Lillys einzige noch lebende Verwandtschaft ist. Lilly zeigt ihrer Freundin Meggi alte Fotos, darunter auch eines mit ihren Eltern vor dem „Berliner Dom unter den Linden“. Später, als sie mit dieser Freundin einen Brief schreibt, erwähnt sie die Straße Unter den Linden, wo sich ihre Eltern immer getroffen hatten.
Pascal und Frau Gubler, ihr Vormund und Mitarbeiterin des Jugendamtes, lösen die Wohnung auf und letztere schlägt Lilly vor, dass diese in eine Pflegefamilie kommen könne, da eine Adoption durch ihre Tante als unmöglich angesehen wird, weil diese in der DDR lebt. Zunächst wohnt Lilly aber wie bisher im Internat. Mit ihrer Freundin überlegt sie jedoch, wie sie zu ihrer Tante fahren könnte, denn die Überquerung der innerdeutschen Grenze ist im Jahr 1988 auch von West nach Ost sehr schwierig. Der offizielle Weg dauert Lilly viel zu lange und so überredet sie Pascal, dass dieser versucht mit ihr mittels eines Tagesvisums nach Ost-Berlin zu fahren. Dies gelingt und so fahren sie durch die Stadt, wo Lilly die Stelle vor dem Berliner Dom sucht, an der sich ihre Eltern vor Jahren haben fotografieren lassen. Nachdem sie diese gefunden hat, fährt sie allein mit dem Zug nach Jena. Sie hofft, dass sie dort bleiben kann, da Lenas Familie Lillys einzige noch lebende Verwandtschaft ist.
Als sie in Jena ankommt, muss sie jedoch feststellen, dass ihre Cousine Katrin darüber nicht erfreut ist – von den Problemen mit den Behörden ganz abgesehen. Doch ihr Cousin Till ist begeistert, dass seine Cousine vom Westen in den Osten gekommen ist, und unternimmt viel mit ihr. Nach einigen Tagen erfährt Lilly auch, dass die Ablehnung ihrer Cousine Gründe in der Familiengeschichte hat, die sie bisher nicht kannte. Katrin war bis zu ihrem dritten Geburtstag in einem Kinderheim, da ihre Mutter im Gefängnis saß, da diese ihre Schwester bei der Flucht in den Westen unterstützt hatte und mit Katrins Vater zu diesem Zeitpunkt noch nicht verheiratet war.
Lena und ihr Mann überlegen, wie Lilly bei ihnen wohnen bleiben könnte. Doch selbst das zunächst widerwillige Einschalten eines alten Bekannten und Stasi-Mitarbeiters führt nur dazu, dass Lilly bis zum Ende der Herbstferien bleiben darf. So muss diese wieder nach Hamburg fahren und auf reguläre Möglichkeiten hoffen, ihre Verwandtschaft zu sehen. Zum Abschied schenkt Till ihr einen selbstgebastelten Kalender für das Jahr 1989.

## Kritik
- prisma: „Erwin Keusch, bekannt für viele TV-Krimis aus den Reihen Tatort, Polizeiruf 110, Doppelter Einsatz oder Bella Block, drehte ein teilweise recht dröges Drama um Familienzusammenführung wider Willen mit soliden Darstellern und einigen Gelegenheiten, zum Taschentuch zu greifen.“[1]
- Lexikon des internationalen Films: „Emotional aufgeladene Familiengeschichte, die die Absurdität der politischen Verhältnisse und Systeme erfahrbar macht; das Hauptaugenmerk ist auf die Stärke der Familie gerichtet.“[2]

## Dies und Das
Der im Film vorkommende Berliner Dom befindet sich nicht direkt an der Straße Unter den Linden, sondern auf der Museumsinsel, die ans östliche Ende der Straße Unter den LInden anschließt. Zudem ist im Film während der Fahrt durch Berlin die Alte Nationalgalerie zu sehen. In den in Jena gedrehten Szenen sind das am Carl-Zeiss-Platz stehende Ernst-Abbe-Denkmal und der Fuchsturm zu sehen.
Nach diesem Film schrieb die Autorin des Drehbuchs, Anne C. Voorhoeve, zwei Jahre später einen preisgekrönten Jugendroman mit demselben Titel. Außerdem noch zwei weitere Romane: Liverpool Street und 21.Juli.